# Apechtia
Apechtia is een geslacht van wantsen uit de familie van de Reduviidae (Roofwantsen). Het geslacht werd voor het eerst wetenschappelijk beschreven door Odo Reuter in 1881.

## Soorten
Het genus bevat de volgende soorten:

- Apechtia mesopyrrha Reuter, 1881
- Apechtia minor Miller, 1955
- Apechtia signata Miller, 1940
- Apechtia tofaikwongi China, 1940